# Metalibitia arenosa
Metalibitia arenosa is een hooiwagen uit de familie Cosmetidae.
Synoniem van Metalibitia argentina (Sørensen, 1884), op Coronato-Ribeiro & Pinto-da-Rocha (2017: 213).